# لومتن (فرانسه)

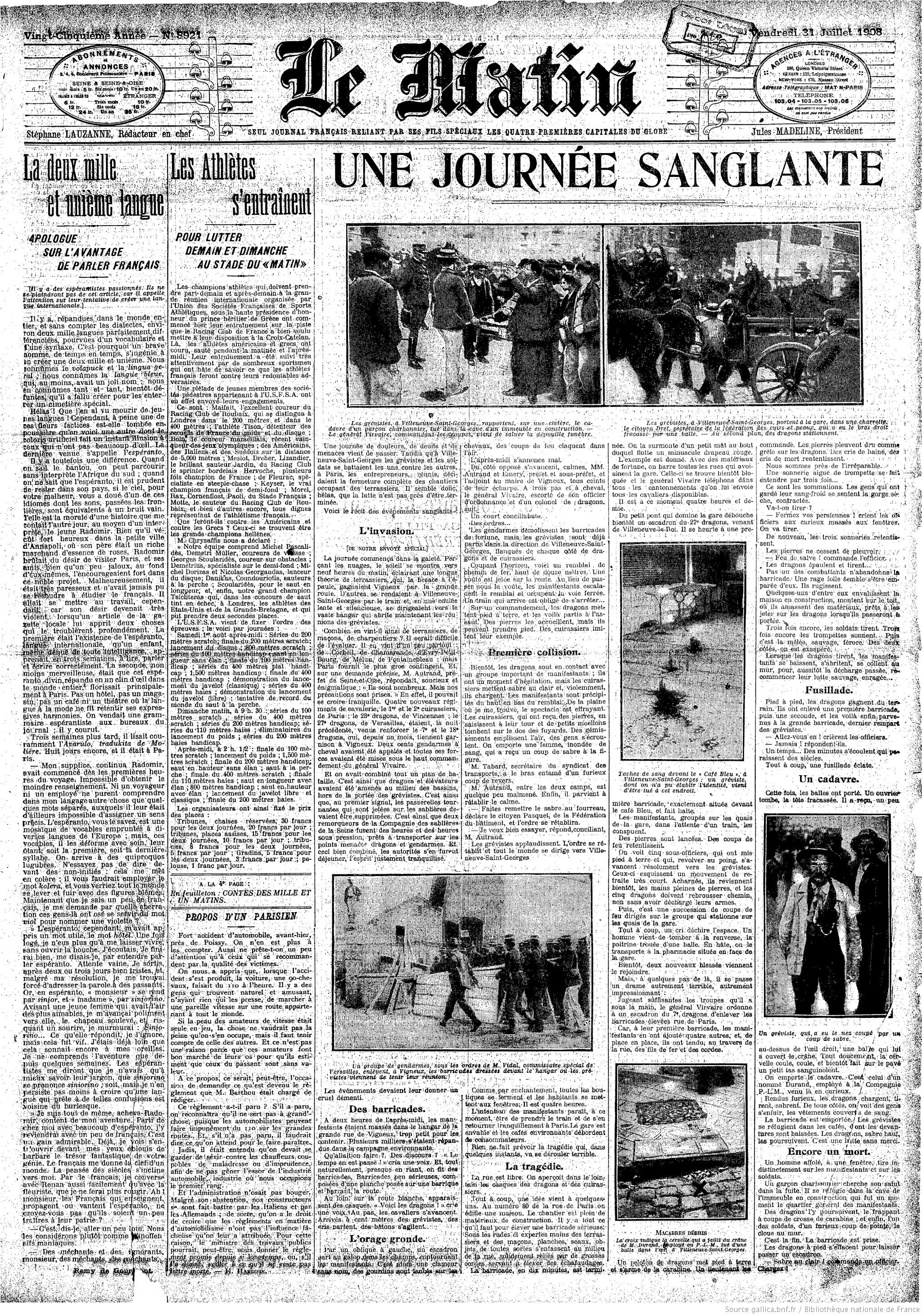
اولین صفحهٔ روزنامهٔ فرانسوی لومتن

لومتن یکی از روزنامه‌های فرانسه است که برای اولین بار در ۲۶ فوریه ۱۸۸۴ منتشر شد. این روزنامه بر اساس ابتکار گروهی از سرمایه‌گذاران آمریکایی و تأثیر گرفتن از مطبوعات بریتانیایی، به خصوص اخبار صبحگاهی تأسیس شد. ادارهٔ این روزنامه را، آلفرد ادواردز، روزنامه‌نگار فرانسوی بر عهده گرفت. چند ماه پس از تأسیس، ادواردز روزنامهٔ شخصی خویش، صبحگاهی را که انتشارش بسیار موفقیت‌آمیز بود با روزنامهٔ لومتن ادغام کرد. او برای مدرنیزه کردن هر چه بیش‌تر پیوند این دو روزنامه، از جدیدترین فنون و تکنولوژی‌ها نظیر تلگراف و استخدام نویسندگان بزرگی چون ژولیو والز (به فرانسوی: Jules Vallès) و آرتور رانک، از نمایندگان مجلس فرانسه، بهره برد. از نظر سیاسی این روزنامه از مخالفان ارگان حزب سوسیالیست به‌شمار می‌آمد.
متعاقب رسوایی پاناما ادواردز تمامی امتیاز روزنامه را به هنری پیودتز (به انگلیسی: Henri Poidatz) فروخت. در مه ۱۸۹۹ قیمت روزنامه به ۵ سنت و تعداد صفحاتش از ۴ به ۶ صفحه افزایش یافت. در همان سال موریس بونوواریا (به فرانسوی: Maurice Bunau-Varilla) که در ابتدا یکی از سهام‌داران روزنامه بود به هیئت مدیره پیوست و توانست در ۱۹۰۱ صاحب امتیاز و مدیر این روزنامه شود. به واسطهٔ تبلیغات فراوان، لحن جذاب و گیرای روزنامه و گزارش‌های شجاعانه و به خاطر رمان‌های سریالی‌اش توسط بزرگترین رمان‌نویسان محبوب زمان خود از جمله پیر سیلز، میشل زواکو، گاستون لروکس و ژان دو لا هیره شهرت داشت. میزان تیراژ لومتن از ۱۰۰٬۰۰۰ به ۷۰۰٬۰۰۰ نسخه افزایش پیدا کرد و در ۱۹۱۴ به بیش از یک میلیون نسخه رسید . روند توسعه این روزنامه سیر صعودی داشت و توانست در فاصلهٔ سال‌های قبل از جنگ جهانی اول به عنوان یکی از ۴ روزنامه برتر روزانهٔ فرانسه مطرح شود. تمایلات سیاسی این روزنامه به‌طور فزاینده‌ای به ملی‌گرایی نزدیک شد و هم چنان به حمایت خود از مخالفان پارلمانی و کمونیستی ادامه داد.  اما تیراژ آن نسبت به دهه ۱۹۲۰ کاهش یافت و در پایان دهه ۱۹۳۰ به تنها ۳۰۰۰۰۰ نسخه رسید، در حالی که از نظرات راست افراطی و یهودستیزانه حمایت می‌کرد و تحت رهبری ویشی تبدیل به همدستی با نازیسم شد. چاپ روزنامهٔ لومتن در ۱۹۴۴ برای همیشه متوقف گردید.